# Nová média
Nová média je označení především pro média založená na užití speciálních technologií, bez kterých nemohou vznikat, ani být přenášena, šířena nebo vnímána. Nová média užívají široké množství technologií, jako jsou kamery, osobní počítače (hardware i software – textový editor nebo počítačová hra), tablety nebo mobilní telefony (a jejich konkrétní programové vybavení). Novým médiím slouží také počítačové sítě (především internet) či jednotlivé webové služby (internetové vyhledávače, sociální sítě, blogy, wiki servery atd.). K funkčnosti užití termínu zásadně přispívá určení, zda jde o systém určený k tvorbě, distribuci nebo adopci sdělení, případně užívaný jak pro tvorbu, tak i distribuci nebo adopci.
S mnohostí těchto technologií souvisí i problematika charakterizování tohoto pojmu, neboť klasické kunsthistorii chybí kvalifikace nových technik. Už samotný termín média má různorodá vymezení a záleží na tom, v jakém pojmovém a terminologickém systému je zasazen. Bez problému si s potřebným vymezením poradí některé typy teorie komunikace. Nová média jsou často označována také jako elektronická, digitální, interaktivní, síťová, hypermédia, supermédia či média 2.0. Pojem nová média vznikl jako protiklad ke klasickým, starým médiím, k nimž patří klasické obory tvorby vnímatelné bez použití technologií. V neodborném diskurzu se ustálilo adjektivum nová, které je paradoxně velmi problematické z hlediska charakteru oné „novosti“, dnes nová média jednoho dne zastarají, už tak se o nových médiích mluví u technologií starých desítky let, tedy z doby předdigitální.
Kromě médií zprostředkovávajících komunikaci a technologie se tento termín ustálil také jako synonymum pro umění nových médií, tzn. umělecké projevy využívající moderní technologie (interaktivní instalace, virtuální umění, robotika, videoart a mnoho dalších).

## Terminologie
V komunikaci o médiích, resp. nových médiích je používána terminologie značně živelně, vágně, tedy nesystémově, neodborně. Masová komunikace má tendenci vztahovat termín „média“ příliš obecně jak na problematiku tvorby, tak na distribuci, případně adopci sdělení. Umělecko-historická komunikace vztahuje termín spíše k problematice tvorby. Pro zvýšení funkčnosti komunikace je proto vhodné respektovat následující vymezení.
Problematiku médií (obecných i uměleckých) systematicky zpracovávají některé verze teorie komunikace, např. angelmatika. Ta vymezuje základní pojmy, např.:
- sdělení – smyslově vnímatelná struktura (výtvor, úkon, dílo…)
- adopce sdělení – proces směřující k možnosti smyslově vnímat sdělení
- sdělovací systém – systém specifických (odlišně definovaných) prvků, jehož strukturování umožňuje komunikaci (kresba, malba, fotografie, holografie ad.)
- sdělovací kombinace - kombinace dvou nebo více sdělovacích systémů (zvuková kinematografie, objekty obsahující videozáznam ad.)
- sdělovací prostředek – činnost autora, který vytváření sdělení (kreslení, fotografování ad.)
- distribuční prostředek – technologie a její produkty, které umožňují zejména přenos, případně rozmnožení sdělení (polygrafie, televize, internetová síť ad.)
- adopční technika – technologie umožňující smyslové vnímání některých nových médií, která jsou vytvořena nebo distribuována ve smysly nevnímatelné podobě
Termíny užívané v komunikaci o nových médiích je potom vhodné vymezit takto:
- multimédia – kombinace dvou nebo více sdělovacích systémů (zvuková kinematografie, objekty obsahující videozáznam ad.)
- intermedia – užití sdělovacího systému v přechodové poloze k jinému systému (softwarově upravovaná fotografie ad.)
- supermédia – nová sdělení, která jejichž součástí je již existující sdělení, případně sdělení vytvářená ve vazbě (např. elektronické vazbě, hypertext) na jiná existující sdělení
Užití těchto tří termínů pro popis konkrétního díla však musí být vždy doplněno upřesněním o daných sdělovacích systémech, které byly kombinovány, nebo se dostaly do dalších vztahů. Jinak je popis nefunkční, podobně jako starší zneužívané slovní spojení "kombinovaná technika". Identifikace jednotlivých médií v popisu je nejen užitečná pro lepší pochopení stavby a skladby díla, ale současně zcela nezbytná pro kvalitní konzervaci ve sbírkách nových médií.

## Historie
Slovní spojení nová média poprvé použit teoretik Marshall McLuhan v 60. letech 20. století a nazýval jím elektronická média a jejich obsah. Nová média vznikla propojením oborů mediální oblasti a výpočetní technologie a vyvíjela se ve dvou liniích:

### Vývoj technologie (ICT)
- počátky již v 19. století u prvních mechanických počítacích strojů (Charles Babbage)
- první polovina 20. století – Alan M. Turing a John von Neumann a jejich principy mechanických a elektronických počítačů
- 60. léta – Douglas Engelbart vytvořil první hypertextový systém
- 1963 – Americký vojenský projekt ARPA vytvořil první decentralizovanou počítačovou síť (předchůdce internetu)
- 1971 – vynález prvního mikroprocesoru, který vedl ke vzniku prvních osobních počítačů a jejich masivního rozšíření na konci 70. let
- 70. až 80. léta – privátní počítačové sítě především na univerzitách a využívání digitálních technologií v oblasti kultury, obchodu a výroby
- 90. léta – Tim Berners-Lee vytvořil první webový prohlížeč World Wide Web, následovalo prudké rozšíření internetu, který se spolu s digitálními technologiemi postupně stal nedílnou součástí každodenního života

### Teoretické koncepty
- 1945 – Vannevar Bush ve svém článku As We May Think popisuje zařízení zvané Memex sloužící k ukládání a vyhledávání vzájemně propojených informací – první zmínka o principu hypertextu (stroj nikdy nebyl realizován)
- Roland Barthes v 60. letech přichází s metodou psatelného textu – scriptible text tzn, možnost čtenáře zasahovat

- 1960 – Ted Nelson založil projekt Xanadu s cílem vytvořit komplexní počítačovou síť, poprvé použil slovo hypertext

## Definice

### Typologie médií
K charakterizování nových médií poslouží také typologie médií (jako prostředků komunikace) podle českých mediologů Jaromíra Volka, Jana Jiráka a Barbary Köpplové (2006):
- primární média: základ mezilidské komunikace jako je jazyk a nonverbální formy komunikace
- sekundární média: umožňují komunikaci překonávat časové nebo prostorové bariéry, např. písmo, knihtisk, telegraf nebo telefon
- terciární média: taktéž označována jako masová, umožňují oslovovat velké skupiny příjemců, tzn. masový tisk, rozhlas a televize
- kvartérní média: též označujeme jako nová, digitální nebo síťová; široká skupina digitální technologií, které jsou vzájemně propojitelné

Tuto typologii vhodně doplňuje tvrzení předního mediálního teoretika Marshalla McLuhana, že každé médium obsahuje i médium jiné. To znamená, že sekundární médium jako písmo zahrnuje jazyk, terciární médium jako masový tisk pod sebe sdružuje písmo i jazyk a kvartérní (nová) média obsahují prvky všech předešlých skupin, např. hlasová komunikace skrze videohovory, psaná prostřednictvím emailu a chatu, online zpravodajství nebo internetové televizní stanice.

### Vlastnosti nových médií
Významný mediální teoretik Martin Lister ve své práci New Media: A Critical Introduction (2003) definuje pět principů nových médií, které vymezují jejich charakter:
1. digitalita: počítačové technologie založené na digitálním kódu
2. interaktivita: inovativní schopnost zasahovat a manipulovat s médii; role diváka se transformuje na uživatele
3. hypertextualita: dílo je vytvořeno z jednotlivých navzájem propojitelných dílů, jejichž pořadí si každý uživatel určuje podle osobních myšlenkových asociací
4. disperze: rozptyl; nová média jsou více rozptýlená oproti masovým na úrovni spotřeby – uživatelé mohou aktivně interpretovat, stírá se hranice mezi producenty a konzumenty, centrální autorita je potlačena
5. virtualita: virtuální realita jako prostor vzniklý mezi digitálními sítěmi; metaforické místo, kde se odehrávají interakce diváka

Dalším z teoretiků, kteří definovali principy nových médií je Lev Manovich, který ve své publikaci The Language of New Media (2001) určil následujících pět vlastností:
1. numerická prezentace: médium je programovatelné a algoritmicky manipulovatelné
2. modularita: jednotlivé části nových médií (např. webové stránky) si udržují svoji oddělenou identitu, se kterými lze manipulovat, stejně jako vyšší struktury (World Wide Web)
3. automatizace: automatizace různých operací, čímž se člověk částečně vyřazuje z tvůrčího procesu
4. variabilita: novomediální objekt může existovat v téměř nekonečném množství verzí, je nestálý a proměnlivý
5. kulturní transkódování: poslední a podle Manoviche nejzásadnější vlastností nových médií je tzv. komputerizace kultury – převod informací do jiného formátu

Optimálně, jak bylo výše uvedeno, se s vymezením nových médií vypořádávají některé verze teorie komunikace, v českém i mezinárodním prostoru např. angelmatika, s níž v českém prostředí pracovali zejména teoretici Ján Šmok, Miroslav Vojtěchovský nebo Tomáš Fassati, v zahraničí pak např. Robert Buchar.
Většina novomediální tvorby pracuje se systémy
-         Fotografie
-         Zvukového záznamu
-         Elektronického generování obrazu
-         Elektronického generování zvuku
-         Holografie
které vzájemně kombinuje (systémové kombinace, např. zvuková kinematografie) a kombinuje i s klasickými vizuálními, zvukovými, případně haptickými nebo čichovými systémy. Ty jsou převážně originálového charakteru, čím ovlivní celkový charakter kombinace na originálový.
U fotografie dominující v nových médiích jsou používány různé systémové mutace, např.
-         Fotografie statická či kinetická
-         Fotografie barevná, monochromatická, černobílá
-         Plošná (2D) a prostorová (3D)
U fotografie rozlišujeme techniky
-         Fotochemickou (analogovou)
-         Fotoelektrickou (analogovou i digitální)
-         Fotoelektrickomagnetickou (analogovou i digitální)
-         Termoplastickou
-         ad.
Techniky fotografie mohou být originálové (vzniká jen jediný produkt)
-         Daguerrotypie
-         Ferrotypie
-         Inverzní fotochemická technika (diapozitiv)
-         Polaroid (fotochemický)
a kopiové (z matrice vzniká množství autorských či distribučních kopií)
-         Technika negativ-pozitiv
-         Fotoelektrické ad. navazující techniky
Převažujícím distribučním prostředkem pro originálové techniky jsou výstavy.
Multiplikační a translační (přenosové) distribuční prostředky, které pracují jak s autorskými kopiemi, tak s kopiemi distribučními, reprodukcemi a komunikáty:
-         Polygrafické prostředky
-         Kina
-         Televize
-         Internetové aplikace
Podobně jako u fotografie rozlišuje teorie komunikace jednotlivé kategorie také u zvukové nebo haptické tvorby i klasických systémů vizuální tvorby.
Rozlišování jednotlivých kategorií je potřebné jak pro analýzu možností působení díla na adresáta, tak pro konzervaci a restaurování díla ve sbírkách.

## Novomediální školství v ČR
- Univerzita Karlova v Praze, FF – Ústav informačních studií a knihovnictví – Studia nových médií
- Vysoké Učení Technické v Brně, FaVU – ateliéry Intermédia, Multimédia nebo Performance

- Masarykova univerzita v Brně, FF – obor Teorie interaktivních médií; FSS – obor Mediální studia a žurnalistika

- Akademie výtvarných umění v Praze – ateliéry Intermediální tvorby nebo Nových médií

- Vysoká škola uměleckoprůmyslová v Praze – ateliér Supermédií ad.

- Filmová a televizní fakulta akademie múzických umění v Praze – Centrum audiovizuálních studií, katedry fotografie a kamery

- Západočeská univerzita v Plzni, FUD – specializace na Multimédia, Nová média, Intermédia nebo Animovaná a interaktivní tvorba

- Univerzita Jana Evangelisty Purkyně v Ústí nad Labem, FUD –  obory Digitální média, Interaktivní média, Performance a Time-based Media

- Ostravská univerzita v Ostravě, FU – katedra Intermédií

## Výhody nových médií
- Interaktivita – uživatel může aktivně zasahovat do komunikace, reagovat na informace nebo ovlivňovat jejich obsah

- Finanční nenáročnost – náklady pro přístup k novým médiím jsou minimální vzhledem k širokému objemu dat a to jak z pohledu uživatele, tak i ze strany vydavatele (online časopis není tak finančně náročný jako jeho tištěná verze)

- Svoboda projevu – každý může být autorem nebo vydavatelem a veřejně propagovat své názory nebo reálnou tvorbu, s tím je úzce spojena právě finanční nenáročnost (např. blogy)

- Aktuálnost – vyhledávání informací v reálném čase, rychle dosažitelné informace o aktuálním dění (internetové zpravodaje)

- Multimedialita – snadné propojení textu, obrazu, zvuku i videa oproti starým médiím (tisk může obsahovat pouze text nebo obrázky, rozhlas zprostředkovává pouze zvuk)

- Dostupnost – informace nejsou vázané časem ani prostorem (např. mobilní internet v telefonu) a oproti starým médiím je jejich obsah dostupný v libovolném počtu opakování po dlouhou dobu

- Virtuální svět – počítačem vytvořené umělé prostředí, kde jsou člověku dostupné nové identity (hry), nebo virtuální prostor nahrazující reálnou komunikaci mezi lidmi (chat, email), zároveň umožňuje snadné vytváření komunit, které by v reálné světě nebyly možné – odstranění bariér (komunikace lidí různých jazyků, kultur nebo společenského postavení)

- Hypertextualita – jednoduché odkazy na další a další zdroje, snadné rozšíření a propojení informací

## Nevýhody a rizika nových médií
S většinou výhod nových médií se však neodmyslitelně pojí i jejich nevýhody a rizika
- Dostupnost – zneužití volného přístupu k informacím (teroristické a hackerské útoky). Se snadnou dostupností se pojí i finanční nenáročnost, protože se objevuje množství nekvalitních, nepravdivých či nežádoucích informací (Fake news), které může vytvářet v podstatě kdokoliv (spamy, riziko otevřenosti encyklopedií)
- Nesnadná dostupnost - velké procento tvorby užívající nových médií je při prezentaci závislé na speciální technice, která je mnohdy dostupná kromě samotných autorů jen specializovaným institucím. V případě, že není pro prezentaci použita vhodná technologie, ale náhradní technika, dochází k většímu či menšímu zkreslení adopce sdělení.

- Ztráta soukromí – současná všudypřítomnost nových médií (mobilní telefony, počítače a především internet) a snadné získání osobních údajů skrze nová média, které jsou většinou zveřejňovány dobrovolně, lze jich však snadno zneužít (adresa nebo telefonní číslo na sociální síti)
- Omezená životnost - nejen prezentace, ale mnohdy i jen samotné uložení díla používající některou z technologií nových médií jsou často závislé na životnosti a funkčnosti hardware a software, jehož udržení v činnosti po morálním zastarání může být náročné až nemožné technicky nebo finančně.
- Kognitivní nepřirozenost - díla používající reprodukovaný či uměle vytvořený obraz či zvuk fungují na principech, které nejsou z hlediska vnímání lidským organismem přirozené. Organismus na to reaguje mnohdy neadekvátním vyhodnocením a také rychlejší únavou, která snižuje potřebu soustředění. Proto je vhodné pro prezentaci děl nových médií profesionálně zajistit přiměřené adopční podmínky.